# Zygmunt Waliszewski

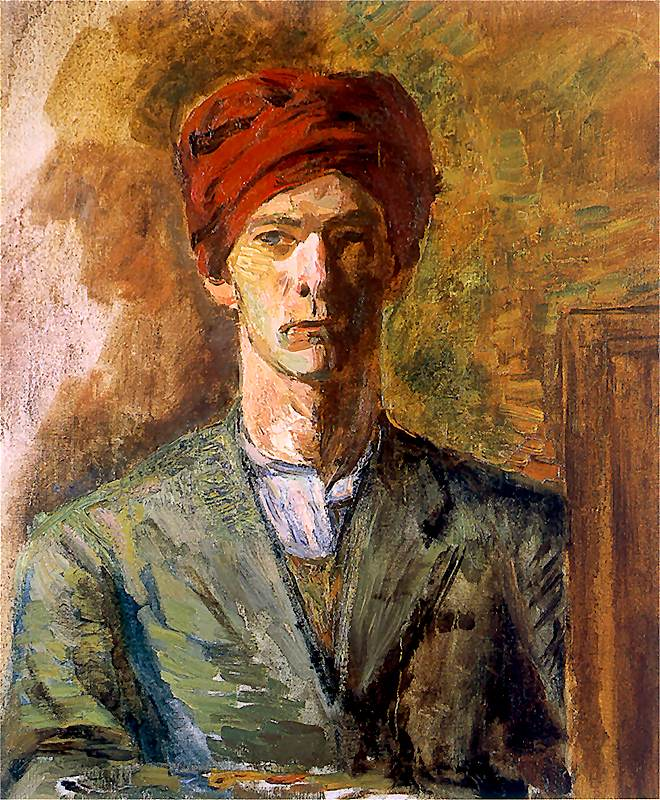
Chân dung tự họa với khăn xếp đỏ (1929)

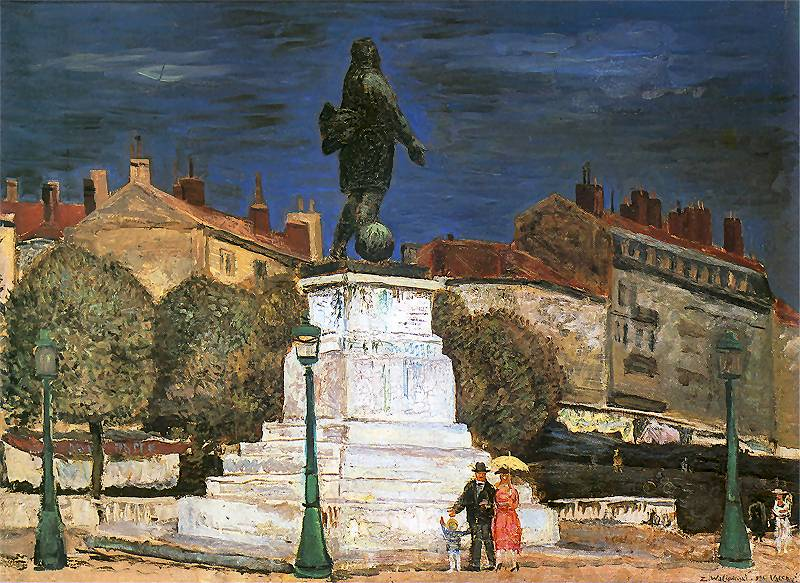
Bức tranh Tượng đài của Tướng Championnet (1926)

Zygmunt Waliszewski (sinh ngày 1 tháng 12 năm 1897 tại Saint Petersburg – mất ngày 5 tháng 10 năm 1936 tại Kraków) là một họa sĩ người Ba Lan. Ông là một thành viên của phong trào Kapist.

## Tiểu sử
Cha ông là một kỹ sư người Ba Lan và mẹ ông là Michalina, nhũ danh Regulska. Năm 1907, gia đình ông chuyển đến Tbilisi. Tại đây, Zygmunt Waliszewski theo học một trường mỹ thuật danh tiếng. Năm sau, ông tổ chức cuộc triển lãm đầu tiên, đánh dấu sự khởi đầu cho cả cuộc đời theo đuổi phong cách mỹ thuật tiên phong. Trong Chiến tranh thế giới thứ nhất, Zygmunt Waliszewski gia nhập quân đội Nga. Sau khi giải ngũ, ông trở về Tbilisi vào năm 1917.
Zygmunt Waliszewski đã đến Moscow vài lần và được những họa sĩ theo chủ nghĩa vị lai của Nga truyền cảm hứng. Sau đó, ông tham gia vào một nhóm chủ nghĩa vị lai sung mãn ở Tbilisi. Vào đầu thập niên 1920, Zygmunt Waliszewski chuyển đến định cư ở Kraków, Ba Lan. Trong giai đoạn 1921-1924, ông theo học tại Học viện Mỹ thuật ở Kraków và tại các xưởng vẽ của Wojciech Weiss và Józef Pankiewicz. Năm 1924, Zygmunt Waliszewski đến Paris cùng nhóm mỹ thuật tiên phong và được Pankiewicz chỉ dẫn. Ông từng tham gia các buổi vẽ tranh ngoài trời của Capists ở Cagnes, Valence, Cap Martin, và Avignon. Tại Louvre, Zygmunt Waliszewski làm công việc sao chép các tác phẩm nghệ thuật của những bậc thầy hội họa trước đây như Titian, Veronese, Velázquez, Vermeer, Goya và Delacroix. Ông cũng bị cuốn hút bởi phong cách nghệ thuật của Cézanne, van Gogh, và Matisse.
Năm 1931, Zygmunt Waliszewski trở lại Ba Lan và lần lượt sống ở Warsaw, Krzeszowice và Kraków. Ông đảm nhận các công việc thiết kế bối cảnh sân khấu, thiết kế poster, vẽ minh họa sách và vẽ tranh biếm họa. Tại Kraków,  Zygmunt Waliszewski kết bạn với nhóm Định hình Ba Lan. Ông chủ yếu vẽ tranh chân dung, tranh tượng đài và tranh phong cảnh nông thôn.
Zygmunt Waliszewski đột ngột qua đời vào năm 1936. Năm sau, ông được truy tặng Thập tự Sĩ quan Huân chương Polonia Restituta.

## Danh mục
- Maciej Masłowski: Zygmunt Waliszewski, Warsaw 1962, ed. "Arkady";
- Free Use Biography

'